# Fletcher (zangeres)
Cari Elise Fletcher (New Jersey, 19 maart 1994), beter bekend onder haar artiestennaam Fletcher (gestileerd: FLETCHER), is een Amerikaanse zangeres.
Zij bracht in 2015 het nummer War paint uit, maar haar doorbraak was het nummer Undrunk dat in januari 2019 verscheen op Spotify. Het nummer stond eerste op de lijst van virale nummers op Spotify in Amerika en is ruim 100 miljoen keer afgespeeld.

## Biografie
Fletcher werd op 19 maart 1994 geboren in Ashbury Park, een stad in de Amerikaanse staat New Jersey. Ze begon met zanglessen toen ze vijf jaar oud was. Fletcher maakt deel uit van de LHBT-gemeenschap. Zij heeft een relatie gehad met de YouTube-ster Shannon Beveridge.
Sinds 2015 schrijft Fletcher haar eigen nummers. In 2018 tekende ze een contract bij Capitol Records en In 2019 verscheen haar eerste bekende nummer, Undrunk, dat tevens deel uitmaakt van haar album You ruined New York City for me. In september 2020 verscheen haar album The s(ex) tapes.
- Bibliothèque nationale de France: cb179602114 (data)
- International Standard Name Identifier: 0000 0004 6654 5775
- Library of Congress Control Number: no2019074209
- MusicBrainz: a66091aa-e093-46bb-916a-387aba16e15c
- Virtual International Authority File: 12155914391539400496